# Isla Gorge National Park
Isla Gorge National Park är en park i Australien. Den ligger i kommunen Banana och delstaten Queensland, omkring 400 kilometer nordväst om delstatshuvudstaden Brisbane. Arean är 79 kvadratkilometer.
Trakten runt Isla Gorge National Park är nära nog obefolkad, med mindre än två invånare per kvadratkilometer.. Det finns inga samhällen i närheten.
I omgivningarna runt Isla Gorge National Park växer huvudsakligen savannskog. Genomsnittlig årsnederbörd är 789 millimeter. Den regnigaste månaden är januari, med i genomsnitt 152 mm nederbörd, och den torraste är augusti, med 12 mm nederbörd.